# Shirota Atsushi
Shirota Atsushi (代田敦資 Shirota Atsushi,  born 6 tháng 11 năm 1991 ở Nagano, Nhật Bản) là một cầu thủ bóng đá người Nhật Bản, thi đấu ở vị trí hậu vệ.
Anh học tập và thi đấu cho National Institute of Fitness và Sports in Kanoya trước khi ký hợp đồng cho câu lạc bộ J2, V-Varen Nagasaki. Năm 2016, anh ký hợp đồng với Albirex Niigata FC (Singapore)  from the S.League trước khi chuyển đến Sleauge club, Hougang United.

## Thống kê sự nghiệp câu lạc bộ
Tính đến ngày 2 tháng 1 năm 2017
| Thành tích câu lạc bộ       | Thành tích câu lạc bộ  | Thành tích câu lạc bộ | Giải vô địch | Giải vô địch | Cúp                          | Cúp                          | Cúp Liên đoàn | Cúp Liên đoàn | Tổng | Tổng |
| --------------------------- | ---------------------- | --------------------- | ------------ | ------------ | ---------------------------- | ---------------------------- | ------------- | ------------- | ---- | ---- |
| Câu lạc bộ !\| Giải vô địch | Số trận                | Bàn thắng             | Số trận      | Bàn thắng    | Số trận                      | Bàn thắng                    | Số trận       | Bàn thắng     |      |      |
| Japan / Singapore           | Japan / Singapore      | Japan / Singapore     | Giải vô địch | Giải vô địch | Singapore Cup / Cúp Hoàng đế | Singapore Cup / Cúp Hoàng đế | Cúp Liên đoàn | Cúp Liên đoàn | Tổng | Tổng |
| 2014                        | V-Varen Nagasaki       | J2 League             | 0            | 0            | 0                            | 0                            | 0             | 0             | 0    | 0    |
| 2015                        | V-Varen Nagasaki       | J2 League             | 0            | 0            | 2                            | 0                            | 0             | 0             | 2    | 0    |
| 2016                        | Albirex Niigata FC (S) | S.League              | 23           | 3            | 5                            | 0                            | 2             | 0             | 30   | 3    |
| 2017                        | Hougang United         | S.League              | ?            | ?            | ?                            | ?                            | ?             | ?             | ?    | ?    |
| Tổng                        |                        |                       |              |              |                              |                              |               |               |      |      |
| Japan                       | Japan                  | 0                     | 0            | 2            | 0                            | 0                            | 0             | 2             | 0    |      |
|                             | Singapore              | Singapore             | 23           | 3            | 5                            | 0                            | 2             | 0             | 30   | 3    |
| Tổng cộng sự nghiệp         | Tổng cộng sự nghiệp    | Tổng cộng sự nghiệp   | 23           | 3            | 7                            | 0                            | 2             | 0             | 32   | 3    |